# Lennert Belmans
Lennert Belmans, né le 13 février 2002 à Wechelderzande, est un coureur cycliste belge, spécialiste du cyclo-cross.

## Biographie
Lors de sa première saison chez les juniors (17/18 ans) en 2018-2019, Lennert Belmans remporte quatre cyclo-cross. Il termine également dans le top 10  du championnat du monde et de la Coupe du monde. 
Au cours de la saison de cyclo-cross juniors 2019-2020, il est à peu près le seul à lutter avec son compatriote Thibau Nys qui domine la catégorie. Belmans se classe deuxième derrière Nys du classement UCI, du Superprestige, du championnat de Belgique et du championnat du monde. Il parvient quand même à remporter quatre courses, dont le Brussels Universities Cyclocross, septième manche du Trophée des AP Assurances, ce qui lui permet de remporter un bon pour une année d'études gratuite.
Il connait moins le succès chez les espoirs (moins de 23 ans). Il combine le cyclisme avec des études de gestion d'entreprise. Il fait ses débuts dans le peloton élite lors de la saison 2020-2021. Sur route, il rejoint en 2021 Alpecin-Fenix Development. Après la saison de cyclo-cross 2022-2023, il fait une pause pour démarrer plus tard sa saison sur route. En juillet 2023, il termine septième au classement général du Tour de la province de Liège. À l'automne, Belmans a participé à quatre autres courses d'une journée avec l'équipe professionnelle d'Alpecin-Deceuninck, dont Paris-Tours.

## Palmarès en cyclo-cross
- 2018-2019
  - Kronborg Park Cross juniors
  - Superprestige juniors #2, Niels Albert CX
  - Zilvermeercross juniors
  - Vestingcross juniors
  - 3e du Superprestige juniors
  - 8e du championnat du monde de cyclo-cross juniors
  - 10e de la Coupe du monde juniors
- 2019-2020
  - Ethias Cross juniors #1, Eeklo
  - Toi Toi Cup juniors #1, Mladá Boleslav
  - Zilvermeercross juniors
  - Trophée des AP Assurances juniors #7, Brussels Universities Cyclocross
  -  Médaillé d'argent du championnat du monde de cyclo-cross juniors
  - 2e du championnat de Belgique de cyclo-cross juniors
  - 2e du Superprestige juniors
  - 3e de la Coupe du monde de cyclo-cross juniors
  - 5e du championnat d'Europe de cyclo-cross juniors
- 2022-2023
  - 2e du championnat de Belgique de cyclo-cross espoirs
  - 7e du championnat du monde de cyclo-cross espoirs